# Mitra incompta
Mitra incompta is een slakkensoort uit de familie van de Mitridae. De wetenschappelijke naam van de soort is voor het eerst geldig gepubliceerd in 1786 door Lightfoot.